# 沼泽香科科
沼泽香科科（学名：Teucrium scordioides）为唇形科香科科属下的一个种。

## 扩展阅读
維基物種上的相關：沼泽香科科